# Jake Stewart
Thomas Jake Stewart (* 2. Oktober 1999 in Coventry) ist ein britischer Radrennfahrer.

## Sportlicher Werdegang
Erste Erfolge erzielte Stewart auf der Bahn bei den Junioren. Bei den UEC-Bahn-Europameisterschaften 2017 gewann er zwei Medaillen im Ausdauerbereich, zudem wurde er Britischer Meister im Madison. In der Saison 2018 wurde er Britischer Meister in der Elite in der Mannschaftsverfolgung zusammen mit Fahrern wie Matthew Walls, Fred Wright und Ethan Hayter, die wie er den Sprung in ein Profi-Radsportteam geschafft haben.
Auf der Straße fuhr Stewart 2018 zunächst für das britische Nationalteam. Zur Saison 2019 wurde er Mitglied in der Equipe continentale Groupama-FDJ. Obwohl ihm kein Sieg gelang, stand er mehrfach auf dem Podium. Sein bestes Ergebnis in der Saison 2020 erzielte er bei der Tour du Limousin 2020, bei der er zweimal Etappen-Zweiter wurde und den Gewinn der Gesamtwertung nur um zwei Sekunden verpasste.
Noch in der Saison 2020 wurde Stewart in das UCI WorldTeam übernommen. Beim Omloop Het Nieuwsblad 2021 verpasste er als Zweiter nur knapp einen Sieg auf der UCI WorldTour. In die Schlagzeilen kam Stewart, nachdem er beim Grand Prix Cholet-Pays de la Loire 2021 durch Nacer Bouhanni in die Bande abgedrängt wurde und sich dabei die Hand brach. Seinen ersten Sieg als Pofi erzielte er mit dem Gewinn der ersten Etappe der Tour de l’Ain 2022. 2023 war er erneut mit einem Etappensieg bei der Tour de l’Ain erfolgreich.
Zur Saison 2024 wechselte Stewart zum israelischen Team Israel-Premier Tech. Auf der zweiten Etappe der Tour of Guangxi kam er als Dritter erneut auf das Podium bei einem WorldTour-Rennen. Bei den Vier Tagen von Dünkirchen 2025 war er auf der letzten Etappe erstmals für sein neues Team erfolgreich. Im Juni gewann er einen Massensprint des Critérium du Dauphiné, womit er erstmals in der UCI WorldTour erfolgreich war.

## Erfolge

### Straße
2020
- Nachwuchswertung Tour du Limousin

2021
- Nachwuchswertung Étoile de Bessèges

2022
- eine Etappe Tour de l’Ain
- Nachwuchswertung Boucles de la Mayenne
- Nachwuchswertung Vier Tage von Dünkirchen

2023
- eine Etappe Tour de l’Ain

2025
- eine Etappe Vier Tage von Dünkirchen
- eine Etappe Critérium du Dauphiné

### Bahn
2017
- Britischer Meister (Junioren) – Madison (mit Rhys Britton)
- Europameisterschaften (Junioren) – Mannschaftsverfolgung (mit Rhys Britton, Joe Nally und Fred Wright)
- Europameisterschaften (Junioren) – Madison (mit Rhys Britton)

2018
- Britischer Meister – Mannschaftsverfolgung (mit Rhys Britton, Ethan Hayter, Matthew Walls und Fred Wright)

## Grand Tour-Platzierungen
| Grand Tour            | 2023 | 2024 | 2025 |
| --------------------- | ---- | ---- | ---- |
| Giro d’ItaliaGiro     | 92   | –    | –    |
| Tour de FranceTour    | –    | DNF  | 108  |
| Vuelta a EspañaVuelta | –    | –    | …    |